# Trichorhina zimapanensis
Trichorhina zimapanensis là một loài chân đều trong họ Platyarthridae. Loài này được Mulaik miêu tả khoa học năm 1960.